# Antissemitismo sob a Terceira República Francesa
O antissemitismo sob a Terceira República (1870-1940) começa em particular com o caso Dreyfus, a crise do Boulangismo e o advento de ligas de extrema-direita antiparlamentares, enquanto o nacionalismo se torna um valor da direita. Ele passou por uma fase de expansão com o caso Dreyfus, que remonta ao início do século XX, momento em que nasceu o Action Française. O antissemitismo, anteriormente compartilhado nas fileiras da esquerda, torna-se uma ideologia de direita e até mesmo, especialmente após a União Sagrada da Primeira Guerra Mundial, da extrema direita. A década de 1930 viu um ressurgimento do antissemitismo, que depois se misturou com a denúncia do "judeu-bolchevismo", que surgiu após a Revolução de Outubro.

## Antissemitismo de 1870 a 1914
O antissemitismo francês no final do século XIX é notável por seu ativismo e popularidade, como evidenciado pelo impressionante número e virulência de publicações antissemitas na França, incluindo em particular o panfleto de Edouard Drumont, La France juive (1886, 1892) e seu jornal La Libre Parole.
Durante este período, e particularmente no auge do Caso Dreyfus, ocorreram distúrbios graves em várias cidades francesas (Paris, Marselha, Lyon, Nancy, Bordéus, Perpignan, Angers, ...) onde grupos de até mil pessoas atacam lojas administradas por judeus. Em Paris, gangues organizadas estão realizando tumultos nos distritos judeus (principalmente em Marais ou em Belleville). Essas gangues reúnem indivíduos de comunidades específicas (em particular os abatedores do distrito de Villette) e se enfureceram principalmente entre 1892 e 1894.
Gradualmente, permeia quase toda a direita francesa, como veremos na época do caso Dreyfus e do escândalo do Panamá. O colapso do Union Générale em 1882, um banco fundado por um ex-funcionário dos Rothschilds, parece ser um dos gatilhos da onda de antissemitismo. Em 1890, La Croix se proclamou o jornal católico mais antijudaico da França.
Ligado ao nacionalismo e ao racialismo, o antissemitismo tornou-se uma grande demanda da extrema direita. Embora se refira principalmente à direita e à extrema direita, o antissemitismo não poupa totalmente a esquerda, especialmente entre uma minoria de representantes do sindicalismo revolucionário, um movimento que dá origem ao debate sobre a existência ou não, de um "fascismo francês".